# Music (film fra 2021)
Music er en amerikansk dramamusical instrueret af sangerinden Sia. Manuskriptet blev skrevet af Sia og Dallas Clayton og har Kate Hudson, Leslie Odom Jr. og Maddie Ziegler i hovedrollerne.
Filmen er sias debutfilm som instruktør. Filmen følger Zu, en ædru narkohandler, der bliver den eneste værge for sin halvsøster Music, en ung autistisk pige.
Filmen begyndte at udvikle sig efter Sias annoncering af projektet i 2015. Oprindeligt skulle filmen ikke være en musical, men blev omdannet til en musical med et større budget.
Music blev udgivet i Australien den 14. januar 2021 af StudioCanal, og i udvalgte IMAX-biografer i USA for en aften den 10 februar 2021 efterfulgt af en on-demandudgivelse den 12. februar 2021 af Vertical Entertainment. 
Filmen modtog negativ kritik. Filmen blev nomineret til en Golden Globe for bedste film - musical eller komedie og en Golden Globe for bedste skuespillerinde - musical eller komedie ved Golden Globe Awards 2020-21, men den blev også nomineret til fire Golden Raspberry Awards og vandt værste kvindelige hovedrolle til Hudson, værste kvindelige birolle til Ziegler og værste instruktør til Sia.